# 格扎维埃·潘瑟曼
格扎维埃·潘瑟曼（法語：Xavier Pincemin，法語發音：[ɡzavje pɛ̃smɛ̃]；1989年11月8日—），出生於法國法蘭西島大區伊夫林省的凡爾賽，是一位年輕的法式料理廚師。

## 生平
格扎维埃·潘瑟曼出生在凡爾賽，因為經常和媽媽待在廚房，因此對於烹飪產生興趣，先是在巴黎的艾美酒店小酒館當助理，後來他將目標專注放在烹飪學習，所以前往家鄉鄰近的茹伊昂若萨斯L'ÉA Tecomah學校就學，之後再到雷諾特（法語：Lenôtre）餐飲學院進修，並且拿到烹飪專業學士學位。
19歲他到巴黎特里亞農宮凡爾賽宮（法語：Trianon Palace Versailles）擔任助理，後來晉身到助理廚師，他的才華被戈登·拉姆齊的西莫内·扎诺尼發現，因此招募格扎维埃·潘瑟曼進入西蒙尼·贊諾尼的廚藝團隊，一路做到副主廚的位階。
西莫内·扎诺尼後來跳槽到喬治五世酒店，戈登·拉姆齊餐廳主廚的懸缺則由格扎维埃·潘瑟曼遞補上來，他還因此用了三個月的時間，在戈登·拉姆齊系列餐廳巡迴學習。
2019年他自己創業開設餐廳，和許多有才氣的廚師一樣，餐廳以自己的名字為命名Le Pincemin，當年11月被戈和米約美食指南獲選為「青年才俊」廚師。
此外，格扎维埃·潘瑟曼在法國也代言松下廚房家電，以及米歇尔·埃贝兰（法語：Michel Herbelin）法國腕表。